# Едуар Кастр
Едуар Кастр (фр. Édouard Castres, 21 червня 1838, Женева — 28 червня 1902, Аннма́сс) — швейцарський художник.

## Життєпис
Вивчав живопис у Женеві, згодом — у Школі вишуканих мистецтв в Парижі.
Взяв участь у Франко-Прусській війні 1870—1871 як волонтер Червоного Хреста, допомагаючи східній армії генерала Бурбакі відійти на територію Швейцарії.
Разом з помічниками 1889 року Кастр створив панораму, присвячену відходу армії генерала Бурбакі до Швейцарії, та її наступному інтернуванню («Панорама Бурбакі»). Зараз ця панорама демонструється у круглому павільйоні в м. Люцерн, який був споруджений спеціально для її експонування.
Також Кастр написав картину «Наполеон перетинає перевал Сен-Бернар», присвячену переходу Наполеона через Альпи 1800 року. Цей наполеонівський сюжет Кастра був пізніше з незначними змінами повторений Жулем Жирарде у його картині «Наполеон розпитує у монахів Сен-Бернар шлях через Альпи».